# Vojtech Mastny (Historiker)
Vojtech Mastny (* 1936 in Prag) ist ein amerikanischer Historiker tschechischer Herkunft, der sich auf die Geschichte des Kalten Krieges spezialisiert hat.

## Leben
Vojtěch Mastný wurde in Prag kurz vor der Zerschlagung der Tschechoslowakei durch Deutschland geboren. Sein Großonkel gleichen Namens war ein bedeutender Diplomat des tschechoslowakischen Staates in der Zwischenkriegszeit. Nach Ende des Zweiten Weltkriegs übernahm die Kommunistische Partei 1948 mit dem Februarumsturz die Macht in der CSSR. Infolgedessen durfte Mastny nicht das Gymnasium besuchen, da er der „falschen Klasse“ angehörte. Stattdessen musste er als Mechaniker im Betrieb Elektrosignal arbeiten, und besuchte parallel eine Mittelschule für Arbeiter („Stredni skola pro pracujici“). Nachdem er zur weiteren Umerziehung auf einer landwirtschaftlichen Kollektivgut gearbeitet hatte, konnte er an der Karls-Universität in Prag studieren. Dort erlangte er 1962 den Studienabschluss in Mediävistik. Kurz nach dem Studium emigrierte Mastny in die USA, wo er an der Columbia University in New York promovierte. Seine Dissertation befasste sich mit der Nazi-Herrschaft über Böhmen und Mähren.
Mastny hatte Professuren für Geschichte und Politologie an Columbia, der University of Illinois, der Boston University an der Johns Hopkins School of Advanced International Studies inne. Als Gastprofessor lehrte er am U.S. Naval War College und mit einem Fulbright-Stipendium an der Universität Bonn. Er war Senior Research Scholar am Woodrow Wilson International Center for Scholars und Senior Fellow am National Security Archive. Er ist der Koordinator des Parallel History Project.

## Schriften
- The Czechs under Nazi Rule : the failure of national resistance, 1939–1942. Columbia University Press, New York 1971, ISBN 0-231-03303-6. (1971 mit dem Clarke-F.-Ansley-Preis ausgezeichnet)
- Russia’s Road to the Cold War : Diplomacy, warfare, and the politics of communism, 1941–1945. Columbia University Press, New York 1979, ISBN 0-231-04360-0. (Deutsche Übersetzung erschien 1980 bei Oldenbourg, ISBN 3-486-49921-1)
- The Helsinki Process and the Reintegration of Europe, 1986–1991 : analysis and documentation. New York University Press, New York 1992, ISBN 0-8147-5476-7.
- The Cold War and Soviet Insecurity: The Stalin Years. Oxford University Press, New York 1996, ISBN 0-19-510616-4. (1997 mit dem George Louis Beer Prize der American Historical Association ausgezeichnet)
- A cardboard castle? : an inside history of the Warsaw Pact, 1955–1991. Central European University Press, Budapest 2005, ISBN 963-7326-08-1.